# San Cristóbal (Bolívar)
Pour les articles homonymes, voir San Cristóbal.
San Cristóbal est une municipalité située dans le département de Bolívar, en Colombie.